# ムーサ・イブラヒム
ムーサ・イブラーヒーム（アラビア語: موسى إبراهيم, 英語: Moussa Ibrahim 1974年12月7日 - ）は、リビアの人物。2010年4月1日よりカッザーフィー政権の情報相を務め、2011年リビア内戦の際には連日のようにカッザーフィー政権側の報道官として登場した。

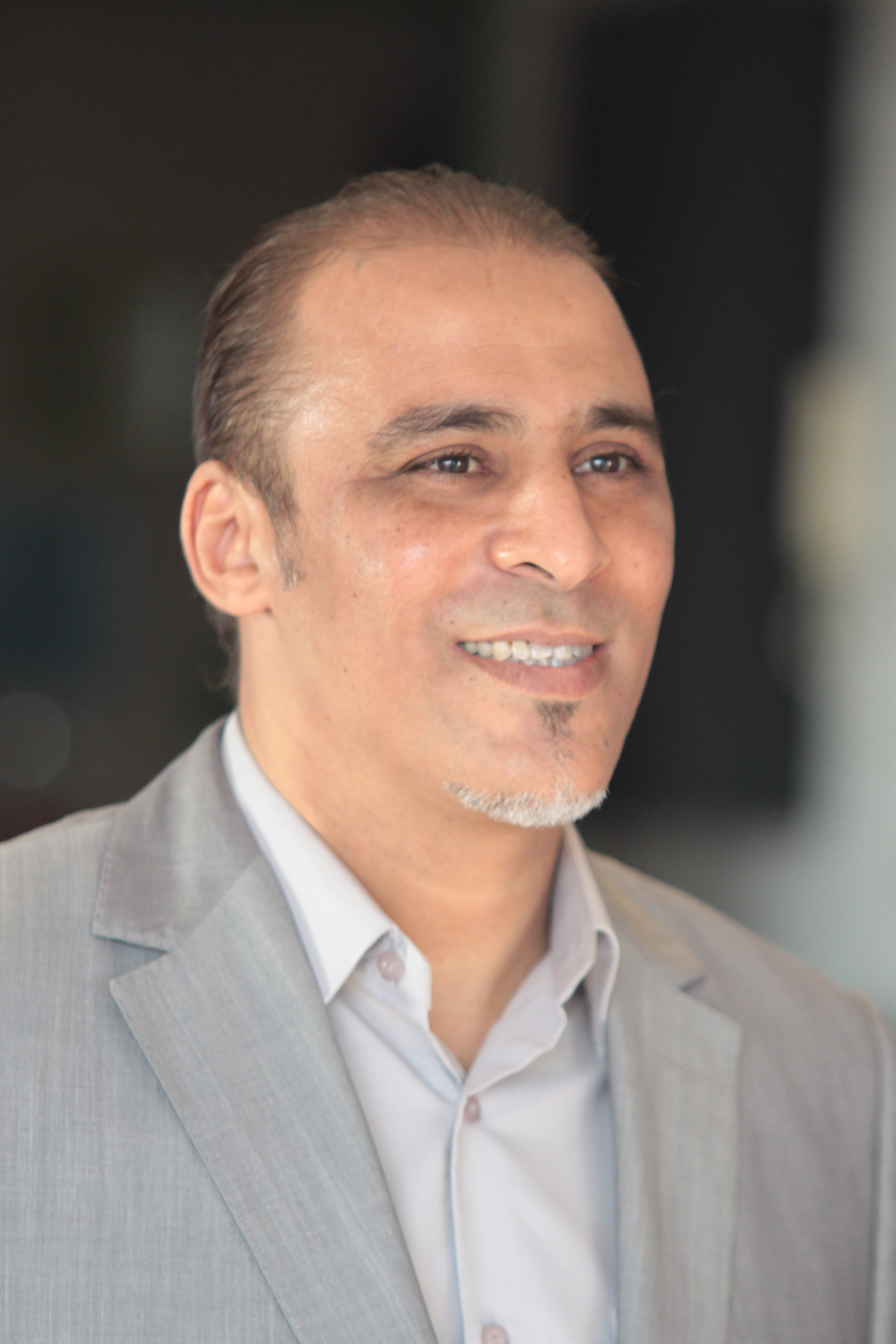
ムーサ・イブラヒム（2013年）

## 経歴
1974年にカッザーフィーと同じカッザーファ部族の出身。ドイツ生まれの妻と息子が1人いる。2000年代初めにエクセター大学で政治学を学んだ。その後ロイヤル・ホロウェイでメディアアートを学んだ。

### リビア内戦の報道
2011年4月5日、カッザーフィーはリビア統一の象徴であり退陣についての一切の協議を拒否するという声明を発表した。
5月1日にはNATO軍による空爆でカッザーフィーの息子1人と孫3人が亡くなったことを発表、カッザーフィーを標的とした攻撃が行われたと強く非難した。
8月23日に首都トリポリは反政府勢力の支配下に置かれ陥落、カッザーフィー政権も崩壊した。その後もイブラヒムは逃亡を続けたが、2012年10月20日にトリポリ近郊で身柄を拘束されたことが明らかにされた。

## 人物
Sky Newsのインタビューに対して「自分は15年間ロンドンで過ごしておりロンドンのすべての通りを知り尽くしており、またイギリス人がどんな人々であるかも知っている。」と語った。